# Arnoštka Kriegerová-Kopecká
Arnoštka Kriegerová-Kopecká (rozená Arnoštka Karolina Kopecká, 1. června 1842 Mirotice – 16. května 1914 Březnice) byla česká loutkoherečka, režisérka a podnikatelka, majitelka kočovného loutkového divadla, vnučka loutkáře Matěje Kopeckého, významná postava českého loutkářství. Po smrti svého otce Václava Kopeckého roku 1871 převzala vedení jeho divadelní živnosti a osobně divadlo provozovala v podstatě až do své smrti. Stala se tak pravděpodobně první samostatnou ženou-provozovatelkou českého loutkového divadla.

## Život

### Mládí
Narodila se v Miroticích do rodiny kočovného loutkáře Václava Kopeckého (1801–1871) a jeho ženy Rozálie, rozené Holzapflové, oba rodiče pocházeli z Mirotic. Její dědeček Matěj Kopecký proslul jako průkopník domácího loutkářství a v atmosféře probíhajícího českého Národního obrození začal na venkově uvádět divadelní představení v češtině. V této tradici pak pokračovali čtyři jeho synové, včetně Václava. Arnoštka jako malá nebyla rodiči poslána do obecné školy, v mládí byla v podstatě negramotná. Vypomáhala otci s provozem kočovného loutkového divadla, se kterým objížděl vesnice a města v jižních Čechách.

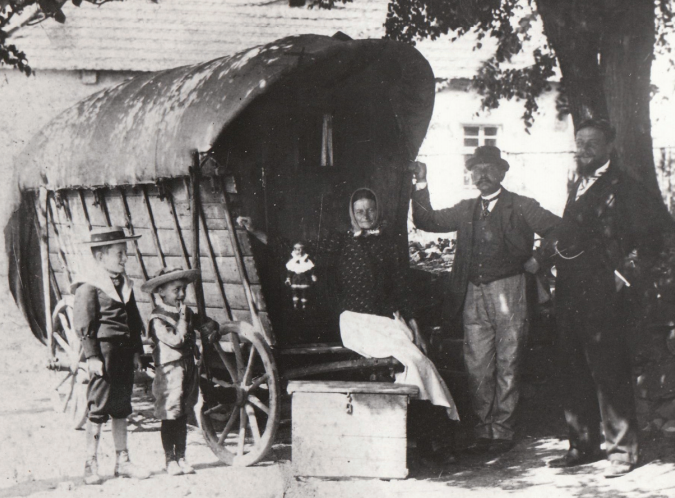
Kočovné loutkové divadlo Arnoštky Kopecké (cca 1900)

### Loutkové divadlo Arnoštky Kopecké
Od otce se posléze naučila zpaměti celá představení, které primárně zastával sám a když pak roku 1871 zemřel, převzala Arnoštka jeho divadlo, včetně povozu, loutek a kulis, a začala divadelní představení provozovat sama. I přesto, že se dvakrát provdala, podruhé jako Kriegerová, uváděla představení pod svým rodným jménem Arnoštka Kopecká, aby se přihlásila k pokračování loutkářské tradice započaté dědem Matějem.
Se svými představeními zajížděla především po užším či širším okolí Mirotic, tedy do okolí Blatné, Březnice, Písku či Tábora. Na repertoáru měla na 40 představení, povětšinou přejatých od otce. S přibývajícím věhlasem vystupovala také ve větších blízkých městech, Plzni či Českých Budějovicích, vykonala také několikaměsíční turné po středních Čechách, ale dalekých výjezdů velmi brzy zanechala a soustředila se na jihočeský region. Roku 1912 vystoupila se svým divadlem také v sále hotelu Merkur v Praze, kde jej sledoval mj. malíř a mirotický rodák Mikoláš Aleš. Po smrti manžela se na stáří usadila v Březnici a přechodně nadále kočovala.
Její osoba a divadelní práce byly předmětem zpodobnění několika jihočeskými malíři, ve svých malbách ji zpodobnil např. Adolf Kašpar.

### Úmrtí
Arnoštka Kriegerová-Kopecká zemřela 16. května 1914 v Březnici ve věku 71 let a byla pohřbena na zdejším hřbitově u sv. Rocha.

### Rodinný život
Jejím druhým manželem byl Adolf Krieger, loutkář z Mirotic.